# Maksutov (krater)
Maksutov je krater s druge strane Mjeseca. Nalazi se upravo na jugozapadu od veće zidane ravnice Oppenheimer. Na jugozapadu se nalazi krater Nishina, a na zapadu-sjeverozapadu spojeni su upareni krateri Davisson i Leibnitz. Nazvan je po sovjetskom optičaru Dmitriju Dmitrijeviču Maksitovu. 
Ovaj krater ima prilično dobro definiran vanjski rub koji nije značajno degradiran utjecajem erozije. No značajnija značajka ovog kratera je potopljeni unutarnji pod. Ova gotovo ravna unutarnja površina ima nizak albedo karakterističan za pod pokriven bazaltičnom lavom. Unutarnji zid oboda varira u širini, a najuži dio je smješten na jugoistoku, dok širi odjeljci leže uz preostale rubove, posebno na sjeveroistoku i sjeverozapadu. 
Prije službenog imenovanja 1970. od strane IAU-a, krater je bio poznat pod nazivom Krater 439.